# Новошашинское сельское поселение
Новошашинское се́льское поселе́ние — муниципальное образование в Атнинском районе Татарстана Российской Федерации.
Административный центр — село Новые Шаши.

## История
Статус и границы сельского поселения установлены Законом Республики Татарстан от 31 января 2005 года № 15-ЗРТ «Об установлении границ территорий и статусе муниципального образования "Атнинский муниципальный район" и муниципальных образований в его составе».

## Население
| 2010 | 2011 | 2012 | 2013 | 2014 | 2015 | 2016 |
| ---- | ---- | ---- | ---- | ---- | ---- | ---- |
| 844  | ↘842 | ↘835 | ↘824 | ↗830 | ↘819 | ↘806 |
| 2017 | 2018 |      |      |      |      |      |
| ↘792 | ↘779 |      |      |      |      |      |

## Состав сельского поселения
| № | Населённый пункт | Тип населённого пункта       | Население |
| - | ---------------- | ---------------------------- | --------- |
| 1 | Ключи-Сап        | село                         |           |
| 2 | Мамыш            | деревня                      |           |
| 3 | Новые Шаши       | село, административный центр |           |
| 4 | Старый Югуп      | деревня                      |           |
| 5 | Чембулат         | деревня                      |           |